# فهرست‌های جنگ‌ها
این مقاله شامل فهرست‌های جنگ‌ها و درگیری‌ها است.
مجموعه‌های مختلفی از این فهرست‌ها، بر اساس معیارهای مختلف برای گروه‌بندی جنگ‌های فردی، همان‌طور که در زیر نشان داده شده است، وجود دارد.

## فهرست‌ها بر پایه معیارهای تاریخی خاص

### فهرست بر پایه دوره زمانی
در زیر مجموعه‌ای از مقاله‌ها آمده است که هر کدام فهرستی از جنگ‌ها را در یک دوره زمانی خاص ارائه می‌کنند که هر کدام حداقل چندین دهه یا بیشتر را پوشش می‌دهند.
- فهرست جنگ‌ها: قبل از ۱۰۰۰
- فهرست جنگ‌ها: ۱۰۰۰–۱۴۹۹
- فهرست جنگ‌ها: ۱۵۰۰–۱۷۹۹
- فهرست جنگ‌ها: ۱۸۰۰–۱۸۹۹
- فهرست جنگ‌ها: ۱۹۰۰–۱۹۴۴
- فهرست جنگ‌ها: ۱۹۴۵–۱۹۸۹
- فهرست جنگ‌ها: ۱۹۹۰–۲۰۰۲
- فهرست جنگ‌ها: ۲۰۰۳–اکنون
- فهرست درگیری‌های مسلحانه جاری
- فهرست جنگ‌ها بر پایه مدت زمان

### فهرست‌ها بر پایه منطقه
- فهرست درگیری‌ها در آمریکای شمالی
- فهرست درگیری‌ها در آمریکای مرکزی
- فهرست درگیری‌ها در آمریکای جنوبی
- فهرست درگیری‌ها در اروپا
- فهرست درگیری‌ها در آسیا
- درگیری‌ها در خاورمیانه
  - فهرست درگیری‌ها در خاور نزدیک (تا ۱۹۱۸)
  - فهرست درگیری‌های معاصر در خاورمیانه (پس از ۱۹۱۸)
- فهرست درگیری‌ها در آفریقا
  - درگیری‌های شاخ آفریقا (شرق آفریقا)
  - فهرست درگیری‌های معاصر در شمال آفریقا (مغرب)
  - تاریخ نظامی آفریقا

## فهرست‌ها بر پایه نوع درگیری
- فهرست جنگ‌های استقلال
- فهرست درگیری‌های نظامی شامل جنگ‌های متعدد
- فهرست جنگ‌های جهانی
- فهرست درگیری‌های مرزی
- فهرست جنگ‌های گسترش‌یافته با بی‌نظمی دیپلماتیک
- فهرست جنگ‌های بین دموکراسی‌ها
- فهرست جنگ‌های جانشینی
- فهرست جنگ‌های داخلی
- فهرست جنگ‌های نیابتی
- فهرست تهاجمات
- فهرست جنگ‌های بین‌دولتی از ۱۹۴۵
- درگیری‌های منجمد

### تاریخچه عمومی
- تاریخ انسان
- تاریخ نظامی

### مقالات تاریخ نظامی بر پایه منطقه
- تاریخ نظامی اروپا

### رده‌ها
- رده:تاریخ نظامی بر پایه قاره
- رده:تاریخ نظامی بر پایه کشور
- رده:تاریخ نظامی بر پایه دوره تاریخی